# 安楽死

世界の安楽死の現状:（医師による自殺幇助は除く）
積極的安楽死が合法
消極的安楽死が合法
安楽死が一律違法
積極的安楽死が違法、消極的安楽死が法制化されていない

医師による自殺幇助の現状:
合法
憲法裁判所によって合法（または犯罪ではない）と判断されているが、法制化されていない
非合法

安楽死（あんらくし、英語: euthanasia）とは、人または動物に苦痛を与えずに死に至らせることである。一般的に、終末期患者に対する医療上の処遇を意味して表現される。 
安楽死に至る方法として、医師が患者に致死薬を投与する積極的安楽死と、治療を行わないことによって死に至る消極的安楽死の2種類がある。
または医師が処方した致死薬を患者が自身の意思で服用する医師による自殺幇助も広義の安楽死に含まれる。国によっては、医師による自殺幇助と安楽死は明確に区別される。
また安楽死の別表現として、尊厳死という言葉がある。これは日本においては一般的に延命治療を行わないこと、つまり消極的安楽死を指すが、世界保健機関、世界医師会、国際連合人権理事会、国家の法律、医療行政機関、医師会などの公共機関による、明確または統一的な定義は確認されておらず、尊厳死と安楽死の区別は、国によって判断が様々である。例えばアメリカにおいて尊厳死は、医師による自殺幇助を指すことが多い。
耐えがたい苦しみに襲われている患者や、助かる見込みのない末期患者本人が尊厳ある死を希望した際に、積極的安楽死も合法化している国には、2000年代にオランダ、ベルギー、ルクセンブルク、2010年代にはコロンビア、カナダ、オーストラリア、2020年代にはスペイン、ニュージーランド、ポルトガルがある。
積極的安楽死が違法であるが、医師による自殺幇助を合法化（非犯罪化）している国には、1940年代に法律を整備した先駆的な国であるスイスのほか、アメリカのいくつかの州、ドイツ、オーストリアがある。

## 積極的安楽死
積極的安楽死（せっきょくてきあんらくし、英語: positive euthanasia, active euthanasia）とは、致死性の薬物の投与により、死に至らせる行為である。医療上の積極的安楽死の場合は、耐えがたい苦しみに襲われている患者や、助かる見込みのない末期患者の自発的意思に基づき、医師が致死性の薬物を注射する。欧州では、本人が望んだ場合にベルギー、オランダ、ルクセンブルク、スペイン、ポルトガルが安楽死を合法化している。

### 積極的安楽死を法律で容認している国・地域の一覧
- オランダ - 2001年「安楽死法」可決。
- ベルギー - 2002年「安楽死法」可決。
- ルクセンブルク - 2008年「安楽死法」可決。
- コロンビア - 1997年に積極的安楽死を非犯罪化[3]。しかし、コロンビアは国民のほとんどがカトリック教徒で、カトリック教会は安楽死にも自殺ほう助にも断固反対していた。正式に立法化されたのは2014年である。さらに2021年7月に高等裁判所が「尊厳ある死の権利」を末期疾患の患者以外にも適用を拡大することを認めた[4]。
- カナダ - 2016年[5]
- オーストラリア - 2022年5月までに全州で可決[6]。
  -  ビクトリア州  - 2017年[7][8]　
  - ニューサウスウェールズ州 - 2022年5月に最後の州として可決[6]。
- スペイン - 2021年6月[9]。自殺をタブーとしているカトリック教国であるものの、過半数が賛成した[6]。
- ニュージーランド - 2021年11月に安楽死を合法化する法律が施行予定[10]。
- ポルトガル - 2023年5月に合法化法案が可決。
- エクアドル - 2024年2月に憲法裁判所が安楽死を非犯罪化する判決を下した[11]。

### オーストラリア
オーストラリアでは北部準州で積極的安楽死と自殺幇助が1996年7月から合法化され、4人が安楽死したが、連邦政府は9ヶ月後に法律を無効化した。20年後の2017年11月にオーストラリア南東部のビクトリア州上院で安楽死の合法化法案が可決され、2019年6月から施行された。この法律では安楽死が認められるのは18歳以上で、余命6か月以内の場合に限られる。
安楽死推進団体に所属し、2018年に104歳で安楽死したオーストラリアの環境学・植物学者デイビッド・グッドールは、積極的安楽死を「ふさわしい時に死を選ぶ自由」と定義している。グッドールは重い病を罹患していなかったが、老化で体が不自由になるなど生活の質が低下していたと述べ、スイスのバーゼルでの安楽死前日の会見で「スイスの品位ある死を選べる制度」に感謝を示し、「全ての国はスイスに遅れを取っていて、自国のオーストラリアでは老化による生活の質の低下を理由に安楽死を合法化していないのは残念だ」と語った。
2022年5月までにオーストラリアの全ての州で安楽死法が可決された。ただし北部準州では合法化されていない。

### 日本
日本では他人による積極的安楽死は法律で明確に容認されていないので、本人の意思による積極的安楽死に加担した（未遂も含む）場合さえも刑法上嘱託殺人罪等の対象となる。ただし、名古屋安楽死事件や、東海大学病院安楽死事件の判例では、下記の厳格な条件を全て満たす場合には違法性は無いために阻却される（刑事責任の対象にならず有罪にならない）と述べている。

#### 名古屋安楽死事件の判例
1962年（昭和37年）の名古屋高等裁判所の判例では、以下の6つの条件（違法性阻却条件）を満たさない場合は、違法行為となると認定している。
1. 回復の見込みがない病気の終末期で死期の直前である。
2. 患者の心身に著しい苦痛・耐えがたい苦痛がある。
3. 患者の心身の苦痛からの解放が目的である。
4. 患者の意識が明瞭・意思表示能力があり、自発的意思で安楽死を要求している。
5. 医師が行う。
6. 倫理的にも妥当な方法である。

本件においては、（５）（６）が欠けているため、被告人は刑法 202 条により嘱託殺人だとされ、懲役 1 年執行猶予 3 年の判決が下された。

#### 東海大学病院安楽死事件の判例
1995年（平成7年）の横浜地方裁判所の判例では、下記の4つの条件（違法性阻却条件）を満たさない場合は、違法行為となると認定している。
1. 患者が耐えがたい激しい肉体的苦痛に苦しんでいる。
2. 患者の病気は回復の見込みがなく、死期の直前である。
3. 患者の肉体的苦痛を除去・緩和するために可能なあらゆる方法で取り組み、その他の代替手段がない。
4. 患者が自発的意思表示により、寿命の短縮、今すぐの死を要求している。

本件において被告人は、刑法 199 条により殺人罪とされ、懲役 2 年執行猶予 2 年の有罪判決が下された。

### 積極的安楽死と宗教
安楽死の問題は生命倫理や死生観と密接に関連するため、その国で主流の宗教による影響がある。
ローマ・カトリック教会は自殺を禁じており、一貫して積極的安楽死や自殺幇助に反対している。
カトリック国として、スペインやコロンビアが耐えがたい苦しみに襲われている患者や助かる見込みのない末期患者にも積極的安楽死を合法化している。カトリックが支配的なコロンビアでも1997年に南米で初めて積極的安楽死を非犯罪化し、さらに2021年7月には末期疾患の患者以外にも適用を拡大することを認めた。カトリック総本山のイタリアでは積極的安楽死が違法だが、2019年に一定の条件下で自殺幇助を罪に問わないという憲法裁判所の判決が下され、2022年6月に男性が初めて合法的に幇助自死した。
イスラームではカトリック同様に自殺を固く禁じている教義であり、積極的安楽死は殺人とされている。ただしカトリックやイスラームにおいても、死期が迫る患者に対して苦痛を伴う延命治療を中止するという消極的安楽死には必ずしも反対していない。
ユダヤ教において積極的安楽死は違法とされているが、法的、倫理的、神学的、精神的な観点から明確な合意が得られず、その可否について議論されている。

## 医師による自殺幇助

### 積極的安楽死は違法であるが、医師による自殺幇助を容認している国の一覧
- スイス- 1942年[21]
- アメリカ合衆国
  -  オレゴン州 - 1994年「尊厳死法 (Death with Dignity Act)」成立
  -  ワシントン州 – 2009年
  -  モンタナ州 - 2009年
  -  バーモント州 - 2013年
  -  ニューメキシコ州 - 2014年
  -  カリフォルニア州 - 2015年[22]
- イタリア - 2019年の憲法裁判所の最高判決。2地域の保健当局による承認が必要で、初のケースは2021年11月に許可を獲得した12年前に交通事故に遭い、生前「生きるために最善を尽くしたが、精神的にも身体的にも限界だ」と話していた身体麻痺を抱えた44歳の男性である。2022年6月16日、特別な機械を使って自分で薬品を投与した後、家族が見守る中で幇助自死した[18][17]。
- ドイツ - 2020年に憲法裁判所は、ビジネスとしての自殺幇助を禁止する法律を違憲と判断し、死の自己決定権を認めた[23]。これを受け2021年には350人が幇助自死を遂げたと報じられている[24][25]。同年、ドイツ医師会は、職業規範から自殺幇助の禁止を削除することを決定した[24]。
- オーストリア - 2022年1月に自殺幇助が合法化。

## 消極的安楽死（延命停止）
消極的安楽死（しょうきょくてきあんらくし、英語: negative euthanasia , passive euthanasia）とは、治療を開始しない、または開始しても後に中止することによって、患者の延命を止める行為である。患者が最期のときまで自分らしく尊厳をもって生きるために、延命治療の苦しみを回避するという本人の自己決定を尊重し、「延命治療をやめて病状を自然の状態に戻す」ことを指す。患者本人が事前意思表示なしに意思表示不可能な場合は、親族の明確な意思に基づく要求に応じて治療を停止する。
ヨーロッパ、北米、南米では、ほとんどの国で消極的安楽死が法制化されている。

### 日本の国内法での扱い
日本では消極的安楽死（尊厳死）の法制化はされていない。終末期医療に関するガイドラインの策定が進んだのは2000年代中頃からで、2007年に厚生労働省からガイドラインが発表され、医学系学会もガイドラインを作成している。ガイドラインには法的効力はなく、それに従えば刑事責任や民事責任を必ず回避できるわけではないが、医師が刑事責任を問われることはほぼなくなった。
患者本人の明確な意思表示に基づく消極的安楽死（延命停止）は、刑法199条の殺人罪、刑法202条の殺人幇助罪・承諾殺人罪にはならず、本人の自由意思で決定・実施できる。ただし、法律により強制隔離と強制治療が義務付けられている感染症は例外である。
消極的安楽死は、医師が行う場合は下記の条件のいずれかを満たす場合に容認される（違法性を阻却され刑事責任の対象にならない）。
1. 患者本人の明確な意思表示がある（意思表示能力を喪失する以前の自筆署名文書による事前意思表示も含む）。
2. 患者本人が事前意思表示なしに意思表示不可能な場合は、患者の親・子・配偶者などの最も親等が近い家族（より親等が遠い家族や親戚は親等が近い家族に代わって代理権行使できない）の明確な意思表示がある。

日本では、患者本人や家族の明確な意思表示に基づかず、医師が治療の中止をした場合は、刑法199条の殺人罪が成立する。患者本人の明確な意思表示に基づかずに、または家族の明確な意思表示に基づかずに治療を開始しなかった場合も殺人罪または保護責任者遺棄致死罪が成立する。　

### 大韓民国
韓国では2018年2月から回復が見込めない終末期の患者の延命治療を、法律に基づいて取りやめることができる尊厳死制度が導入された。韓国政府から制度運営を委託される財団法人によると、導入4カ月間で、尊厳死を希望した中で約8500人の延命治療が取りやめられた。

## 安楽死で死亡した人物
合法的な積極的安楽死、または医師による自殺幇助で死亡した人物
- 2016年9月16日 - ウイリアム・パトリック・キンセラ、カナダの作家[29]
- 2018年6月7日 - 傅達仁、台湾の番組司会者[30]
- 2019年10月22日 - マリーケ・フェルフールト、ベルギーの車いすパラリンピック選手[31]
- 2022年9月13日 - ジャン＝リュック・ゴダール、フランスの映画監督[32]
- 2024年2月5日 - ドリース・ファン・アフト（英語版、オランダ語版）夫妻、オランダ元首相とその妻[33]
- 2024年3月27日 - ダニエル・カーネマン、ノーベル経済学賞を受賞した心理学者。スイスで幇助自死[34]

## 安楽死を巡る論争

### 社会的弱者への圧力になることへの懸念
安楽死を巡る論争で反対者がしばしば主張する点として、例えば社会的弱者に公金を費やすのは無駄だとして、社会的弱者に死を選択するよう社会の同調圧力が働くことへの憂慮がある。
カナダでは安楽死が合法化された。初めのうちは安楽死が許容されるのは重大な病を抱える終末期の人物に限られていたが非終末期の人物にも拡大され、精神疾患を抱える人物も安楽死が許容された。日本ケアラー連盟代表理事の児玉真美は、カナダでは社会保障の申請をするよりも安楽死の申請をする方が、より申請が簡単で認可されやすく、社会保障を断られた人物が生活苦から安楽死を選択せざるを得なくなっていると主張している。
有馬斉は、高齢者や低所得者・身寄りのない人に対して、医療者が安楽死の実施を行ったほうが本人のためだと考えれば、社会的弱者に死のリスクが偏ることを指摘した。
盛永審一郎は、生産性などを理由に日本の村社会的同調圧力による安楽死の強制から社会的弱者の生命を守るのは当然だとした上で、それを理由に安楽死導入を巡る議論そのものを封殺することもまた問題だと論じている。

## 安楽死を扱った作品

### 小説
- 森鷗外『高瀬舟』
- ネビル・シュート『渚にて』
- 安部公房『箱男』
- 帚木蓬生『安楽病棟』
- 朔立木『終の信託』
- 久坂部羊『神の手』
- 古市憲寿 『平成くん、さようなら』
- 海堂尊『螺鈿迷宮』
- 中山七里 『ドクター・デスの遺産』
- 冲方丁『十二人の死にたい子どもたち』

### 一般書
- カール・ビンディング、アルフレート・ホッヘ著、森下直貴、佐野誠 訳・著、『「生きるに値しない命」とは誰のことか――ナチス安楽死思想の原典を読む』 窓社 2001 ISBN 4896250362
- 奥野善彦『安楽死事件 : 模擬裁判を通してターミナルケアのあり方を問う』
- 『長尾和宏の死の授業』ブックマン社 2015 ISBN 978-4-89308-837-6
- 『安楽死を遂げた日本人』 小学館

### 漫画
- 手塚治虫『ブラック・ジャック』（主人公であるブラック・ジャックとは逆の考えを持った登場人物、ドクターキリコは安楽死を積極的に行う）
- 佐藤秀峰『ブラックジャックによろしく』
- 福本伸行『天 天和通りの快男児』（重要キャラクター・赤木しげるがアルツハイマー型認知症を発症し、意識があるうちに自ら安楽死（広義での尊厳死）を選ぶというエピソードがある）
- 弘兼憲史『黄昏流星群』（１２巻「死滅する星」で高齢の夫婦が安楽死が出来るという薬を密かに入手し、死に場所を探して旅に出るというエピソード）

### 映画
- ハッピーエンドの選び方
- ミリオンダラー・ベイビー
- 世界一キライなあなたに
- いのちの停車場
- 海を飛ぶ夢
- ドクター・デスの遺産-BLACK FILE-
- ザ・ルーム・ネクスト・ドア

### その他
- 安楽死ジェットコースター（搭乗者が降下時の重力加速度により死に至るとされる、特殊なジェットコースターのコンセプチュアル・アート作品）
- チーム・バチスタ4螺鈿迷宮
- NHKスペシャル 彼女は安楽死を選んだ（2019年6月2日放送）[38]